# Deeyah Khan
Deeyah Khan (ourdou : دیا خان), est une ancienne chanteuse, cinéaste, productrice de cinéma britannico-norvégienne et une défenseure des droits de l'homme. Elle est la fondatrice de la société de production Fuuse, spécialisée dans les documentaires, les plateformes de média numérique et contenus de télévision et événementiel. Elle est aussi la fondatrice et rédactrice en chef du magazine Sister-hood qui met en lumière les différentes voix de femmes d'héritage musulman.
En 2016, Khan est devenue la première ambassadeur de bonne volonté de l'Unesco pour la liberté artistique et la créativité.

## Biographie

### Naissance et généalogie
Deeyah est née à Oslo en Norvège de parents musulmans sunnites. Sa mère est une Pachtoune avec des racines en Afghanistan et son père est un Punjabi du Pakistan. Elle a un frère plus jeune nommé Adil Khan qui est acteur et présentateur de télévision.

### Musique
À l'âge de sept ans, Deeyah fut initiée à la musique par son père. Sa première apparition publique eut lieu à l'âge de huit ans à la Télévision Nationale Norvégienne. Elle continua à apparaître à la télévision fréquemment et aussi en tant qu'invitée sur les albums d'autres artistes. Son premier album "I Alt Slags Lys" sorti alors qu'elle avait quinze ans. Un nouvel album sortit deux ans plus tard. Tout de suite après cela, elle quitta la Norvège pour le Royaume-Uni où elle sortit deux singles et un album. Elle se retira ensuite de la chanson et du spectacle pour se consacrer à la production musicale.

### Discographie
- 2013: Iranian Woman (compilation figurant des artistes iraniennes)[3]
- 2013: Echoes Of Indus (CD figurant le sitariste Pakistanais Ashraf Sharif Khan Poonchwala)
- 2012: Nordic Woman (compilation figurant des artistes féminines de musique Nordique traditionnelle de Norvège, Suède, Danemark, Finlande et Islande. Le premier de la série d'albums "WOMAN" produits par Deeyah.)
- 2010: Listen To The Banned (Compilation figurant des artistes bannis, persécutés et emprisonnés d'Afrique, du Moyen-Orient et d'Asie. En plus d'être acclamé par la critique, l'album atteindra la sixième place du classement européen dans la catégorie Musique du Monde et restera dans ce classement pendant des mois. Amnesty International au Royaume-Uni supportera Listen to the banned en rendant l'album disponible sur leur site internet à la fin 2010).
- 2007: Ataraxis (Album) [4]
- 2005: Plan of My Own / "I Saw You" (UK #37 au Royaume-Uni)
- 1996: Deepika (Album)[5]
- 1995: Color Of My Dreams (Single)[6]
- 1995: History (Single)[7]
- 1995: Get Off My Back (Single)[8]
- 1992: I alt slags lys (Album)[9].

## Sisterhood
En 2007, Deeyah lança Sister-Hood pour fournir une plateforme aux femmes d'héritage Musulman pour s'exprimer artistiquement. En 2016, Sister-Hood fût relancé en tant que magazine en ligne pour promouvoir les voix des femmes d'héritage musulman. En l'espace de six mois, Sister-Hood a remporté le "Espoke Living Best Website" des Asian Media Awards de 2016 pour mettre en valeur l'égalité féminine et pour avoir sensibilisé les consciences quant aux problèmes affectant les femmes musulmanes.

## Cinéaste
Deeyah a débuté la réalisation avec le film Banaz: A Love Story (en) (Banaz, une histoire d'amour). Ce fut son premier film en tant que réalisatrice et productrice. Il a reçu les acclamations de la critique et plusieurs récompenses internationales, dont l'Emmy Award pour meilleur documentaire international en 2013. Ce film est utilisé pour la formation de la police britannique.

### Filmographie
| Film  | Film                                         | Film                        | Film | Film         |
| Année | Titre                                        | Poste                       | Remarques | Type         |
| ----- | -------------------------------------------- | --------------------------- | --- | ------------ |
| 2025  | America's Veterans: The War Within           | Réalisatrice                | |              |
| 2022  | Behind the Rage: America’s Domestic Violence | Réalisatrice                | | Dokumentär   |
| 2020  | Muslim In Trump’s America                    | Réalisatrice                | A remporté un Peabody Award. | Documentaire |
| 2020  | America’s War On Abortion                    | Réalisatrice                | A remporté un British Academy Film Awards. A remporté un Festival international de la télévision d'Édimbourg award. | Documentaire |
| 2017  | White Right: Meeting The Enemy               | Réalisatrice et productrice | A remporté un Emmy Award, le prix de la Royal Television Society , un Rory Peck Award , un prix spécial du jury aux prix PeaceJam, un WFTV Awards , un Asian Media Awards et un prix du jury au Bellingham Human Rights Film Festival . Nommé aux British Academy Film Awards et aux Frontline Club Awards . | Documentaire |
| 2016  | Islam's Non-Believers                        | Réalisatrice et productrice | Nommé aux Asian Media Awards . | Documentaire |
| 2015  | Jihad: A Story of the Others                 | Réalisatrice et productrice | A remporté New York International Independent Film and Video Festival Award . Reçu Arts Council Norway "Human Rights Award" . Nommé pour Grierson Awards . Nommé pour British Academy Film Awards . Nommé pour un Nymphe d'or pour un Creative Diversity Network Awards .                                    | Documentaire |
| 2012  | Banaz a Love Story                           | Réalisatrice et productrice | A remporté un Peabody Award (2013), un Emmy Award (2013) et un prix au Bergen International Film Festival (2013). Nommé pour un prix à la Royal Television Society. | Documentaire |

## Prix
- 2018: Deeyah s'est vue remettre un doctorat honorifique de Emerson College. La liste des lauréats d'un diplôme honorifique de l'Université d'Emerson inclut l'ancien présentateur du Tonight Show Jay Leno, L'auteur gagnant du prix Pulitzer David McCullough, et Robin Roberts, co-animateur du programme Good Morning America sur ABC [28].
- 2017: Deeyah Khan est nommée membre du corps dirigeant du Conseil des Arts de Norvège. La nomination est valable pour quatre ans (2018-2021) [29].
- 2016: Deeyah Khan est nommée Ambassadeur de bonne volonté de l'Unesco pour la liberté artistique et la créativité. Elle n'est pas seulement la première norvégienne à être nommé ambassadrice de bonne volonté, mais aussi la première ambassadrice de bonne volonté pour la liberté artistique et la créativité [30].
- 2016: Deeyah Khan a reçu Le Prix Culturel Telenor pour ses accomplissements artistiques, prix concernant notamment des domaines tels que les droits des femmes et la liberté d'expression s[31].
- 2016: Deeyah Khan a reçu le Prix Peer Gynt qui récompense les individus ou institutions qui ont mis la Norvège en lumière sur la scène internationale[32].
- 2016: Deeyah Khan s'est vue remettre le Fonds Commémoratif Gunnar Sønsteby, qui fut établi en 2015 en mémoire de Gunnar Sønsteby. Le but de cette récompense est d'honorer ces individus ou organisations qui ont émergé en tant que défenseurs des valeurs démocratiques fondamentales et ont aidé à assurer l'indépendance et la liberté du pays[33].
- 2015: Deeyah a reçu le Prix des Droits de l'Homme de l'Université d'Oslo pour sa défense des droits des femmes et de la liberté d'expression au travers de son art et de son activisme [34].
- 2015: Deeyah a reçu le Plan Jentepris (Cérémonie de récompense féminine qui se tient chaque 11 Octobre, Journée Internationale de la Fille) par sa branche Norvégienne [35].
- 2012: Deeyah Khan a reçu le Prix Ossietzky, qui est le prix PEN Norvégien, pour ses accomplissements en matière de liberté d'expression  [36].
- 2009: Deeyah a recu le Prix International Freedom to Create aux côtés de Cont Mhlanga, dramaturge zimbabwéen, et du Théâtre libre de Minsk.
- 1996: Le Scheiblers Legat lui a remis un Prix Honorifique